# زاميا فلوريدية
زاميا فلوريدية (الاسم العلمي: Zamia floridana) هو نوع من النباتات يتبع جنس الزاميا من الفصيلة الزامية.